# Sólo le pido a Dios
«Sólo le pido a Dios» es una de las canciones más conocidas del cantautor argentino León Gieco a través de la cual alcanzó reconocimiento internacional. En 2002, la revista Rolling Stone y la cadena MTV la seleccionaron como la sexta mejor canción de la historia del rock argentino. Según Rock.com.ar, en 2007, se posicionó como la décima mejor canción de la historia del rock argentino.

## Historia
Gieco la compuso en 1978, en el pueblo de su infancia, Cañada Rosquín, una pequeña ciudad al sur de la Provincia de Santa Fe, en la casa de sus padres. Lo hizo precisamente junto a su padre, quien le dijo que sería una canción mundialmente reconocida, algo que realmente ocurrió. Según las declaraciones del músico, compuso esta canción primero probando melodías con su armónica y su guitarra. Luego empezó a escribir sentimientos personales, que poco a poco se convirtieron en frases inspiradas en duros acontecimientos sociales de la época como la dictadura militar de su país, el exilio de Mercedes Sosa y el probable conflicto bélico entre Chile y Argentina que rondaba por aquel entonces.
Gieco no estaba muy convencido de incluir este tema en el disco IV LP, puesto que lo encontraba "aburrido y monótono", pero al fin siguió el consejo de Charly García y, a partir de entonces, León lo canta para cerrar sus shows y lo ha interpretado en sus giras nacionales e internacionales.
Fue finalmente editada en el álbum IV LP, de 1979; desde entonces ha sido interpretada por diversos artistas tanto de la Argentina como del mundo.
En 1994, León edita el disco Desenchufado, una ironía a la tendencia mundial impuesta por la MTV norteamericana de los Unplugged. En este caso se trató de una versión de los clásicos de León, entre ellos «Sólo le pido a Dios». La editaría nuevamente junto a Joan Manuel Serrat y Víctor Heredia en 2004.
En 1997, Gieco edita un disco compartido junto al exitoso cantante popular mendocino Antonio Tormo, quien fuera prohibido por la Revolución Libertadora en 1955. La placa fue denominada 20 y 20. El nombre se debe a que en los años 50, el público de Tormo era gente de muy escasos recursos (era muy apreciado en los sectores populares). Era común que estas personas asistieran a los bares y pidieran una porción de pizza, que valía 20 centavos de la época, y un tema de Tormo, que salía por otros 20. En dicho disco se puede apreciar una versión folklórica de «Sólo le pido a Dios» interpretada en voz por un Antonio Tormo ya muy mayor. Fue todo un rescate de uno de los músicos populares argentinos que sufrieron la censura y el olvido de las dictaduras militares.
Años más tarde, la canción fue usada en Europa como parte de las marchas contra el armamentismo nuclear, así como en la transmisión del programa especial Unidos Por Haití (dedicado a las víctimas del terremoto de Haití en 2010) de la cadena Univisión.
En Chile, fue interpretada por Gervasio, durante el cierre de la transmisión de la campaña Chile ayuda a Chile 1985. En el 2010 también lo fue por un grupo de artistas nacionales de la actual generación, durante la emisión de la campaña del mismo nombre, esta vez con motivo del terremoto del mes de febrero.
En el año 2011, mientras la célebre banda irlandesa U2 se encontraba en Buenos Aires por una gira mundial, en el Estadio Único de La Plata, León Gieco fue invitado a tocar este tema junto a ellos, dedicado entre otros motivos a los "Chicos de Malvinas".
Aunque la idea de la canción hace referencia a un deseo por una vida más consciente, la letra alude a lo contrario, ya que, al pedir "que algo no nos sea indiferente", se está indicando que nos lo es o puede serlo.

## Versiones
Existen versiones en varios idiomas, como la interpretada en portugués bajo el nombre "Eu só peço à Deus" por la cantante brasileña Beth Carvalho en 1986 o la cantada en inglés, titulada I only ask of God, interpretada por el grupo Outlandish, publicada en 2008 como parte del disco ¡Gieco querido! (Cantando al león), un álbum en homenaje al cantor argentino de folk-rock.
"Si vos me preguntás a mí por qué Sólo le pido a Dios se tradujo a todos los idiomas, yo la verdad es que no lo sé eso. Son cosas que se dan; son misterios del arte, supongo" dijo Gieco en una entrevista en 2009.
Este tema ha sido interpretado y grabado por una larga lista de artistas como Estela Raval quien la grabó en 1983 para su álbum EL MEJOR MOMENTO junto a Los Cinco Latinos, Ana Belén, Mercedes Sosa (en algunas ocasiones junto a Gieco), Antonio Flores, Luciano Pereyra (el cual cantó este tema en el jubileo del año 2000 frente al Papa Juan Pablo II en la Ciudad del Vaticano, en representación de Latinoamérica), Pete Seeger, Víctor Manuel, Miguel Ríos, Sergio Denis y Joan Manuel Serrat, Florent Pagny, entre otros. Existe una versión grabada en vivo en el festival B.A. Rock de 1982 por Miguel Cantilo, Raúl Porchetto, Piero y el mismo León Gieco, siendo ésta una de las más populares versiones.
En los años 1996 y 1997 se edita el disco El gusto es nuestro, un proyecto artístico conjunto de los cantantes Ana Belén, Joan Manuel Serrat, Víctor Manuel y Miguel Ríos. Fue una gira que batió récords, siendo así una de las más exitosas de la música española en su momento. Entre las canciones interpretadas se encuentra precisamente «Sólo le pido a Dios».
Existe, además, una versión en cumbia villera editada por el grupo Pibes Chorros en 2002; otra versión en lengua quechua entonada por un coro de niños y una instrumental ejecutada por el violinista santiagueño Sixto Palavecino.
En 2009 Outlandish creó una versión en un remix de inglés y español, «I only ask of God».
En septiembre de 2013 Bruce Springsteen interpretó una versión de esta canción en Buenos Aires.
En el debate electoral por las Elecciones del Perú 2016 el candidato Fernando Olivera parafraseó de una forma teatral esta canción para endilgarle su pasado judicial al denostado candidato Alan García.

## Intérpretes
- Estela Raval
- Estela Raval con Los Cinco Latinos (1983)
- Ana Belén
- Antonio Flores
- Antonio Tormo
- Aviv Geffen (en hebreo)
- Beth Carvalho (en portugués)
- Bruce Springsteen
- Carlos Núñez (gaitero)
- Emma Shapplin
- Estrella Veloz
- Fiel a la Vega
- Florent Pagny
- Gervasio
- Herminio Molero
- Javiera y Los Imposibles
- Joan Manuel Serrat
- Leo Dan
- León Gieco (compositor)
- Luciano Pereyra
- Mexicanto
- Mercedes Sosa
- Miguel Ríos
- Nicole, Mario Guerrero, Catalina Palacios y Leo Rey (en cuarteto)
- Outlandish (en inglés)
- Paulina Rubio
- Pandora
- Pete Seeger
- Pibes Chorros
- Piero
- Raúl Porchetto
- Sergio Denis
- Sixto Palavecino (instrumental)
- Shakira
- Tania Libertad
- U2
- Víctor Heredia
- Juan Diego Florez
- Víctor Manuel
- Thiago Torres
- Patty Her